# Saint-Malo-de-Guersac
Saint-Malo-de-Guersac (bret. Sant-Maloù-Gwersac'h) – miejscowość i gmina we Francji, w regionie Kraj Loary, w departamencie Loara Atlantycka.
Według danych na rok 2010 gminę zamieszkiwało 3212 osób, a gęstość zaludnienia wynosiła 219 osób/km².